# Lucas Carrizo
Lucas Eduardo Carrizo (San Miguel de Tucumán, 20 de mayo de 1997) es un futbolista argentino. Juega de defensor o mediocampista y su equipo actual es Huracán, que disputa la Primera División de Argentina.

## Clubes

### Estadísticas
- Actualizado hasta el 12 de agosto de 2025.

| Quilmes Argentina | 1.ª                 | 2016-17             | 4   | 0 | 1  | 0 | - | - | 5   | 0 | 0    |
| Quilmes Argentina | 2.ª                 | 2017-18             | 0   | 0 | -  | - | - | - | 0   | 0 | 0    |
| Quilmes Argentina | Total club          | Total club          | 4   | 0 | 1  | 0 | - | - | 5   | 0 | 0    |
| San Telmo Argentina | 3.ª                 | 2018-19             | 35  | 1 | -  | - | - | - | 35  | 1 | 0.03 |
| San Telmo Argentina | Total club          | Total club          | 35  | 1 | -  | - | - | - | 35  | 1 | 0.03 |
| Gimnasia y Esgrima (M) Argentina | 2.ª                 | 2019-20             | 13  | 1 | 1  | 0 | - | - | 14  | 1 | 0.07 |
| Gimnasia y Esgrima (M) Argentina | 2.ª                 | 2020                | 7   | 1 | -  | - | - | - | 7   | 1 | 0.14 |
| Gimnasia y Esgrima (M) Argentina | 2.ª                 | 2021                | 25  | 2 | 0  | 0 | - | - | 25  | 2 | 0.08 |
| Gimnasia y Esgrima (M) Argentina | Total club          | Total club          | 45  | 4 | 1  | 0 | - | - | 46  | 4 | 0.09 |
| Huracán Argentina | 1.ª                 | 2022                | 9   | 0 | 1  | 0 | - | - | 10  | 0 | 0    |
| Huracán Argentina | 1.ª                 | 2023                | 9   | 0 | 18 | 1 | 3 | 0 | 30  | 1 | 0.03 |
| Huracán Argentina | 1.ª                 | 2024                | 18  | 0 | 16 | 2 | - | - | 34  | 2 | 0.06 |
| Huracán Argentina | 1.ª                 | 2025                | 1   | 0 | 1  | 0 | 2 | 0 | 4   | 0 | 0    |
| Huracán Argentina | Total club          | Total club          | 37  | 0 | 36 | 3 | 5 | 0 | 78  | 3 | 0.04 |
| Total en su carrera | Total en su carrera | Total en su carrera | 121 | 5 | 38 | 3 | 5 | 0 | 164 | 8 | 0.05 |
| (1) Las copas nacionales se refiere a la Copa Argentina y la Copa de la Liga Profesional. (2) Las copas internacionales se refiere a la Copa Libertadores y a la Copa Sudamericana. (3) Media de goles por encuentro. No incluye goles en partidos amistosos. |                     |                     |     |   |    |   |   |   |     |   |      |